# Konsolidovaná účetní závěrka
Konsolidovaná účetní závěrka je účetní závěrka skupiny podniků, která slučuje stav majetku a závazků a dosažené hospodářské výsledky mateřského podniku s jeho podílovou účastí v ostatních podnicích, které kontroluje nebo v nichž má podstatný vliv (holding) nebo je ovládající osoba ve smyslu obchodního zákoníku tj. má podstatný nebo rozhodující vliv.
Cílem konsolidované účetní závěrky je podat akcionářům mateřského podniku a odborné veřejnosti komplexní informace o celkovém majetku, závazcích, vlastním kapitálu, nákladech a výnosech za ekonomicko-hospodářské seskupení podniků, které jsou kapitálově propojeny.
Slouží k informování akcionářů a společníků účetní jednotky, která kontroluje nebo uplatňuje podstatný vliv na podnikatelskou činnost jiných účetních jednotek. Neslouží pro účely daňové a pro rozdělování hospodářských výsledků.
Základní principy konsolidací obsahuje 7. Direktiva Rady Evropských společenství. Tento předpis neřeší techniku sestavování, nýbrž sleduje koordinaci národních legislativ členských států s cílem zabezpečit srovnatelnost a jednotnost konsol. účet. závěrek. Na tento předpis navazuje česká účetní legislativa, která je dána § 20 až 23 zákona o účetnictví.
Povinné součásti konsolidované účetní závěrky
Součástí každé konsolidované účetní závěrky musí být tyto výkazy:
-         konsolidovaná rozvaha,
-         konsolidovaný výkaz zisku a ztrát,
-         příloha k účetní závěrce.
Součástí konsolidované účetní závěrky může také být přehled o finančních tocích a přehled o změnách vlastního kapitálu. 
Každá konsolidovaná účetní závěrka podléhá povinnému účetnímu auditu, což také znamená, že se za skupinu podniků zpracovává i výroční zpráva a u velkých konsolidujících účetních jednotek i zpráva o platbách a nefinančních informacích. 
Rozvaha a výkaz zisku a ztrát má formu tabulek.
U konsol. účet. závěrky musí být audit.
Rozhodující vliv znamená, že mateř. podnik má více než 50% podíl na ZK dceřiné společnosti
Podstatný vliv: mat. podnik má min. 20% a max. 50% podílů na ZK

## Konsolidovaná rozvaha
Na základě §65 vyhlášky č. 500/2002 Sb. musí každá konsolidovaná rozvaha uvádět výši aktiv v ocenění sníženém o opravné položky a oprávky odděleně za běžné účetní období a minulé účetní období. Výše pasiv se v konsolidované účetní rozvaze uvádí ve členění za běžné účetní období a minulé účetní období. 
Konsolidovaná rozvaha musí být nejméně ve členění zahrnujícím alespoň položky označené velkými písmeny latinské abecedy a římskými číslicemi a je dále doplněna o některé z následující položek:
-         v aktivech:
o   kladný konsolidační rozdíl,
o   cenné papíry a podíly v ekvivalenci,
-         v pasivech:
o   záporný konsolidační rozdíl,
o   menšinový vlastní kapitál,
o   menšinový základní kapitál,
o   menšinové kapitálové fondy,
o   menšinové fondy ze zisku včetně nerozděleného zisku a neuhrazené ztráty minulých let,
o   menšinový výsledek hospodaření běžného účetního období,
o   konsolidační rezervní fond a
o   podíl na výsledku hospodaření v ekvivalenci.
Při zveřejňování údajů v konsolidované účetní závěrce se však uvede pouze jedna souhrnná pasivní položka „Menšinový vlastní kapitál“ bez podrobnějšího členění.

## Konsolidovaný výkaz zisku a ztráty
Na základě §65 vyhlášky č. 500/2002 Sb. se v konsolidovaném výkazu zisku a ztrát musí uvést výše nákladů a výnosů odděleně za běžné účetní období a za minulé účetní období.
Je povinností, aby konsolidovaný výkaz zisků a ztrát zahrnoval nejméně položky označené velkými písmeny latinské abecedy a římskými číslicemi. Dále se výkaz doplní o některé z následujících položek:
-         zúčtování kladného konsolidačního rozdílu v nákladových položkách,
-         zúčtování záporného konsolidačního rozdílu ve výnosových položkách,
-         menšinové podíly na výsledku hospodaření,
-         podíl na výsledku hospodaření v ekvivalenci.

## Konsolidační celek
Od 1. 1. 2016 je v platnosti aktuální znění zákona o účetnictví, které vymezuje konsolidační celek jako seskupení jednotek, které obsahuje konsolidující a konsolidované účetní jednotky. Konsolidující je mateřská společnost (ovládající účetní jednotka, která je obchodní společností) a konsolidovanými jsou společnosti dceřiné (ovládané osoby kromě těch, v nichž je vykonáván společný vliv).
V souvislosti s tímto termínem uvádí zákon o účetnictví a prováděcí vyhláška č. 500/2002 Sb. termín skupina účetních jednotek související s velikostní kategorizací účetních jednotek.

## Osvobození od konsolidace
Zákon o účetnictví umožňuje nekonsolidovat takové jednotky, které jsou malými účetními jednotkami a zároveň nejsou účetní jednotkou veřejného zájmu. Konsolidující účetní jednotka je tedy osvobozena od povinnosti konsolidace, pokud konsolidující účetní jednotka ovládá pouze konsolidované účetní jednotky. Tyto konsolidované účetní jednotky musejí být jednotlivě i v úhrnu nevýznamné nebo mohou být z konsolidace vyloučeny z důvodů uvedených v zákoně.

## Metody konsolidace
1. Metoda plné konsolidace vychází z předpokladu dominantního postavení mateřského podniku nad dceřiným podnikem, prostřednictvím něhož mateř. podnik rozhoduje o veškerém majetku a závazcích bez ohledu na to, že nedrží 100% podíl na ZK u dceřiného podniku.
2. Metoda ekvivalence předpokládá, že mateřský podnik uplatňuje v přidruženém pouze podstatný vliv, tj. nekontroluje ho v plné míře. Je postavena na principu přecenění cenných papírů, jejichž emitentem je přidružený podnik poměrnou částí vlastního jmění tohoto podniku.
3. Poměrná konsolidace - použije se při zahrnutí podniku, který je celý ovládán ve shodě s dalšími podniky, pokud tyto podniky mají shodný podíl na základním kapitálu ovládaného podniku,

Celý proces konsolidace probíhá ve čtyřech fázích (etapách).
V první fází je nutné vymezit potenciální konsolidační celek, který se skládá z mateřského podniku, dceřiných a přidružených podniků.
Mateřský podnik - podnik, který drží v jiném podniku 20 a více % podíl na ZK
Dceřiný podnik - podnik, ve kterém mateř. podnik uplatňuje přímo nebo nepřímo rozhodující vliv, tj. vlastní více než 50% akcií či podílů na ZK
Přidružený podnik - podnik, ve kterém mateřský uplatňuje podstatný vliv, tj. drží min. 20% a max. 50% podílu na ZK.
Osvobozeny od povinnosti sestavovat konsolidovanou účetní závěrku jsou podniky, které účtují podle jiné osnovy a postupů účtování, vstupují do likvidace, konkurzu nebo vyrovnání, mají sídlo na území jiného státu a nedosáhly alespoň dvou ze tří stanovených kritérií (podle zákona o účetnictví):
1. výše čistého obratu činila více než 700 mil. Kč
2. výše jejich brutto aktiv činila více než 350 mil. Kč
3. průměrný přepočtený stav zaměstnanců více než 250.

Konsolidovaná účetní závěrka se sestavuje na podkladě účetních závěrek podniku mateřského, dceřiného a přidruženého za příslušné účetní období ke dni účetní závěrky mateřského podniku.
Potenciální konsolidační celek se po provedení všech úprav testuje, zda jsou splněny výše uvedené podmínky.
V druhé fází probíhá:
1. analýza vztahů mezi podniky konsolidačního celku
2. určení konsolidačních metod a systému konsolidace
3. stanovení konsolidačních pravidel (sestavuje je a vyhlašuje mateř. podnik - úprava položek rozvahy a výsledovky, popis oceňování majetku a závazků, volba přepočtu kurzových rozdílů, způsob odepisování apod.)

Třetí fáze je prováděcí, tj. nastává:
1. přetřídění účtů mateřského podniku
2. vypořádání rozdílu po první konsolidaci
3. vyloučení cenných papírů a vkladů a jejich nahrazení podílem na vlastním jmění přidruženého podniku
4. vypořádání HV přidruženého podniku za běžné účetní období
5. akumulované HV minulých let

Čtvrtá fáze je závěrečná, tj. nastává:
1. sestavení konsolidované rozvahy, výsledovky a přílohy
2. zveřejnění údajů
3. audit